# Liste der Stolpersteine in Hamburg-Fuhlsbüttel
Die Liste der Stolpersteine in Hamburg-Fuhlsbüttel enthält alle Stolpersteine, die im Rahmen des gleichnamigen Kunstprojekts von Gunter Demnig in Hamburg-Fuhlsbüttel verlegt wurden. Mit ihnen soll Opfern des Nationalsozialismus gedacht werden, die in Hamburg-Fuhlsbüttel lebten und wirkten.
Diese Seite ist Teil der Liste der Stolpersteine in Hamburg, da diese mit insgesamt 7139 (Stand: März 2025) Steinen zu groß würde und deshalb je Stadtteil, in dem Steine verlegt wurden, eine eigene Seite angelegt wurde.
| Adresse                | Person(en)                              | Inschrift | Bilder | Anmerkung |
| ---------------------- | --------------------------------------- | --- | ------ | --- |
| Bergkoppelweg 66 ·     | Hildegard Haubrich                      | Hier wohnte Hildegard Haubrich Jg. 1909 eingewiesen 1934 Alsterdorfer Anstalten ‚verlegt‘ 16.8.1943 Am Steinhof Wien ermordet 24.4.1945 |        | Eintrag auf stolpersteine-hamburg.de |
| Brombeerweg 47 ·       | Benno Friedländer                       | Hier wohnte Benno Friedländer Jg. 1886 1938 KZ Fuhlsbüttel deportiert 1941 Łodz ermordet 1942 in Chelmno                                |        | Eintrag auf stolpersteine-hamburg.de |
| Brombeerweg 47 ·       | Ella Friedländer geb. Kuznitzky         | Hier wohnte Ella Friedländer geb. Kuznitzky Jg. 1883 deportiert 1941 Łodz ermordet in Chelmno                                           |        | Eintrag auf stolpersteine-hamburg.de |
| Brombeerweg 47 ·       | Fanny Harrison geb. Sternberg           | Hier wohnte Fanny Harrison geb. Sternberg Jg. 1878 deportiert 1942 ermordet in Auschwitz                                                |        | Eintrag auf stolpersteine-hamburg.de Ein weiterer Stolperstein befindet sich in Hamburg-Winterhude.                                                                                         |
| Brombeerweg 47 ·       | Edgar Hirsch                            | Hier wohnte Edgar Hirsch Jg. 1894 deportiert 1941 ermordet in Minsk                                                                     |        | Eintrag auf stolpersteine-hamburg.de |
| Brombeerweg 47 ·       | Paula Marcuse geb. Sternberg            | Hier wohnte Paula Marcuse geb. Sternberg Jg. 1881 deportiert 1941 ermordet in Łodz                                                      |        | Eintrag auf stolpersteine-hamburg.de |
| Erdkampsweg 85 ·       | Annemarie Stövhase geb. Kahl            | Hier wohnte Annemarie Stövhase geb. Kahl Jg. 1890 ermordet 1944 Heilanstalt Steinhof Wien                                               |        | Eintrag auf stolpersteine-hamburg.de |
| Flughafenstraße ·      | Kurt Adams                              | Hier wohnte Dr. Kurt Adams Jg. 1889 verhaftet 24.8.1944 Buchenwald tot 7.10.1944                                                        |        | Eintrag auf stolpersteine-hamburg.de Ein weiterer Stolperstein befindet sich in Hamburg-Altstadt. Der Stolperstein liegt bei Terminal 2 rechts der nördlichen Drehtür.                      |
| Flughafenstraße ·      | Carl Christian Nickels                  | Hier wohnte Carl Christian Nickels Jg. 1885 verhaftet 6.1.1941 KZ Fuhlsbüttel ermordet 7.1.1941                                         |        | Eintrag auf stolpersteine-hamburg.de Der Stolperstein liegt bei Terminal 2 rechts der nördlichen Drehtür.                                                                                   |
| Ipernweg 11 ·          | Karl Ziemssen                           | Hier wohnte Karl Ziemssen Jg. 1903 im Widerstand mehrmals verhaftet zuletzt 1941 Buchenwald 1942 Groß Rosen ermordet                    |        | Eintrag auf stolpersteine-hamburg.de |
| Kurzer Kamp 6 ·        | –                                       | Mendelson- Israel- Stift Hier lebten |        | Die Inschrift und insbesondere die Einleitung „Hier lebten“ bezieht sich auf die folgenden Stolpersteine am Mendelson-Israel-Stift im Kurzen Kamp 6.                                        |
| Kurzer Kamp 6 ·        | Julius Adam                             | Dr. Julius Adam Jg. 1862 deportiert 1942 Theresienstadt tot 28.10.1942                                                                  |        | Eintrag auf stolpersteine-hamburg.de Weitere Stolpersteine befinden sich in Hamburg-Altstadt und Hamburg-Hammerbrook. Der Stolperstein liegt rechts vom Zugang, gekennzeichnet mit Nr. 2/6. |
| Kurzer Kamp 6 ·        | Johanna Hinda Appel geb. Freymann       | Johanna Hinda Appel geb. Freymann Jg. 1867 deportiert 1942 Theresienstadt ermordet in Minsk                                             |        | Eintrag auf stolpersteine-hamburg.de rechts vom Zugang, gekennzeichnet mit Nr. 2/6 |
| Kurzer Kamp 6 ·        | Emilie Ascher geb. Blumenfeld           | Emilie Ascher geb. Blumenfeld Jg. 1858 gedemütigt/entrechtet Flucht in den Tod 19. Juli 1942                                            |        | Eintrag auf stolpersteine-hamburg.de Ein weiterer Stolperstein befindet sich in Hamburg-Winterhude. Der Stolperstein liegt rechts vom Zugang, gekennzeichnet mit Nr. 2/6.                   |
| Kurzer Kamp 6 ·        | Sara Bromberger                         | Sara Bromberger Jg. 1885 deportiert 1941 ermordet in Riga                                                                               |        | Eintrag auf stolpersteine-hamburg.de rechts vom Zugang, gekennzeichnet mit Nr. 2/6 |
| Kurzer Kamp 6 ·        | Therese Bromberger                      | Therese Bromberger Jg. 1879 deportiert 1942 Theresienstadt ermordet 26.12.1943                                                          |        | Eintrag auf stolpersteine-hamburg.de rechts vom Zugang, gekennzeichnet mit Nr. 2/6 |
| Kurzer Kamp 6 ·        | Friederike Davidsohn                    | Friederike Davidsohn Jg. 1891 deportiert 1942 Theresienstadt ermordet 1943 in Auschwitz                                                 |        | Eintrag auf stolpersteine-hamburg.de rechts vom Zugang, gekennzeichnet mit Nr. 2/6 |
| Kurzer Kamp 6 ·        | Margarethe Davidsohn geb. Sachs         | Margarethe Davidsohn geb. Sachs Jg. 1867 deportiert 1942 Theresienstadt tot 6.8.1942                                                    |        | Eintrag auf stolpersteine-hamburg.de rechts vom Zugang, gekennzeichnet mit Nr. 2/6 |
| Kurzer Kamp 6 ·        | Gertrud Embden                          | Hier wohnte Gertrud Embden Jg. 1876 gedemütigt/entrechtet Flucht in den Tod 15.7.1942                                                   |        | Eintrag auf stolpersteine-hamburg.de rechts vom Zugang, gekennzeichnet mit Nr. 2/6 |
| Kurzer Kamp 6 ·        | Katharina Embden                        | Hier wohnte Katharina Embden Jg. 1877 gedemütigt/entrechtet Flucht in den Tod 14.7.1942                                                 |        | Eintrag auf stolpersteine-hamburg.de rechts vom Zugang, gekennzeichnet mit Nr. 2/6 |
| Kurzer Kamp 6 ·        | Katharina Falk geb. Zerkowitz           | Katharina Falk geb. Zerkowitz Jg. 1862 deportiert 1942 Theresienstadt tot 23.1.1943                                                     |        | Eintrag auf stolpersteine-hamburg.de rechts vom Zugang, gekennzeichnet mit Nr. 2/6 |
| Kurzer Kamp 6 ·        | Auguste Friedburg                       | Auguste Friedburg Jg. 1879 deportiert 1942 Theresienstadt tot 20.3.1943                                                                 |        | Eintrag auf stolpersteine-hamburg.de rechts vom Zugang, gekennzeichnet mit Nr. 2/6 |
| Kurzer Kamp 6 ·        | Jenny Friedemann geb. Daniel            | Jenny Friedemann geb. Daniel Jg. 1868 deportiert 1942 Theresienstadt tot 6.12.1942                                                      |        | Eintrag auf stolpersteine-hamburg.de rechts vom Zugang, gekennzeichnet mit Nr. 2/6 |
| Kurzer Kamp 6 ·        | Mary Halberstadt geb. Horneburg         | Mary Halberstadt geb. Horneburg Jg. 1862 deportiert 1942 Theresienstadt tot 30.4.1944                                                   |        | Eintrag auf stolpersteine-hamburg.de rechts vom Zugang, gekennzeichnet mit Nr. 2/6 |
| Kurzer Kamp 6 ·        | Emily Heckscher geb. Löwenthal          | Hier wohnte Emily Heckscher geb. Löwenthal Jg. 1865 gedemütigt/entrechtet Flucht in den Tod 6.12.1941                                   |        | Eintrag auf stolpersteine-hamburg.de rechts vom Zugang, gekennzeichnet mit Nr. 2/6 |
| Kurzer Kamp 6 ·        | Käthe Heckscher                         | Käthe Heckscher Jg. 1895 Flucht in den Tod 7.12.1941                                                                                    |        | Eintrag auf stolpersteine-hamburg.de rechts vom Zugang, gekennzeichnet mit Nr. 2/6 |
| Kurzer Kamp 6 ·        | Betty Hirsch                            | Betty Hirsch Jg. 1876 deportiert 1942 Theresienstadt tot 25.9.1942                                                                      |        | Eintrag auf stolpersteine-hamburg.de rechts vom Zugang, gekennzeichnet mit Nr. 2/6 |
| Kurzer Kamp 6 ·        | Hanna Hirsch geb. Levy                  | Hanna Hirsch geb. Levy Jg. 1863 deportiert 1942 Theresienstadt tot 9.4.1943                                                             |        | Eintrag auf stolpersteine-hamburg.de rechts vom Zugang, gekennzeichnet mit Nr. 2/6 |
| Kurzer Kamp 6 ·        | Regina Hirschfeld geb. Kohn             | Regina Hirschfeld geb. Kohn Jg. 1867 deportiert 1942 Theresienstadt tot 29.7.1942                                                       |        | Eintrag auf stolpersteine-hamburg.de rechts vom Zugang, gekennzeichnet mit Nr. 2/6 |
| Kurzer Kamp 6 ·        | Anita Horneburg                         | Hier wohnte Anita Horneburg Jg. 1874 deportiert 1942 Theresienstadt 1944 Auschwitz ermordet                                             |        | Eintrag auf stolpersteine-hamburg.de rechts vom Zugang, gekennzeichnet mit Nr. 2/6 |
| Kurzer Kamp 6 ·        | Clara Horneburg                         | Clara Horneburg Jg. 1871 deportiert 1942 Theresienstadt tot 26.10.1942                                                                  |        | Eintrag auf stolpersteine-hamburg.de rechts vom Zugang, gekennzeichnet mit Nr. 2/6 |
| Kurzer Kamp 6 ·        | Emma Israel                             | Emma Israel Jg. 1873 deportiert 1942 Theresienstadt tot 17.12.1942                                                                      |        | Eintrag auf stolpersteine-hamburg.de rechts vom Zugang, gekennzeichnet mit Nr. 2/6 |
| Kurzer Kamp 6 ·        | Franziska Koopmann                      | Franziska Koopmann Jg. 1888 deportiert 1941 ermordet in Riga                                                                            |        | Eintrag auf stolpersteine-hamburg.de rechts vom Zugang, gekennzeichnet mit Nr. 2/6 |
| Kurzer Kamp 6 ·        | Jenny Koopmann geb. Levy                | Jenny Koopmann geb. Levy Jg. 1860 deportiert 1942 Theresienstadt ermordet in Minsk                                                      |        | Eintrag auf stolpersteine-hamburg.de rechts vom Zugang, gekennzeichnet mit Nr. 2/6 |
| Kurzer Kamp 6 ·        | Martha Kurzynski                        | Martha Kurzynski Jg. 1870 deportiert 1942 Theresienstadt tot 15.5.1943                                                                  |        | Eintrag auf stolpersteine-hamburg.de rechts vom Zugang, gekennzeichnet mit Nr. 2/6 |
| Kurzer Kamp 6 ·        | Laura Levy                              | Laura Levy deportiert 1942 Theresienstadt ermordet in Minsk                                                                             |        | Eintrag auf stolpersteine-hamburg.de rechts vom Zugang, gekennzeichnet mit Nr. 2/6 |
| Kurzer Kamp 6 ·        | Chaile Charlotte Lippstadt geb. Engel   | Chaile Charlotte Lippstadt geb. Engel Jg. 1873 deportiert 1942 Theresienstadt ermordet in Minsk                                         |        | Eintrag auf stolpersteine-hamburg.de rechts vom Zugang, gekennzeichnet mit Nr. 2/6 |
| Kurzer Kamp 6 ·        | Balbine Meyer geb. Strelitz             | Balbine Meyer geb. Strelitz Jg. 1871 deportiert 1942 Theresienstadt ermordet in Minsk                                                   |        | Eintrag auf stolpersteine-hamburg.de rechts vom Zugang, gekennzeichnet mit Nr. 2/6 |
| Kurzer Kamp 6 ·        | Helene Adele Meyer                      | Helene Adele Meyer Jg. 1878 deportiert 1941 ermordet in Riga                                                                            |        | Eintrag auf stolpersteine-hamburg.de rechts vom Zugang, gekennzeichnet mit Nr. 2/6 |
| Kurzer Kamp 6 ·        | Ida Meyer                               | Ida Meyer Jg. 1869 deportiert 1941 ermordet in Riga                                                                                     |        | Eintrag auf stolpersteine-hamburg.de rechts vom Zugang, gekennzeichnet mit Nr. 2/6 |
| Kurzer Kamp 6 ·        | Isidor Mendelsohn                       | Isidor Mendelsohn Jg. 1869 deportiert 1942 Theresienstadt ermordet in Minsk                                                             |        | Eintrag auf stolpersteine-hamburg.de rechts vom Zugang, gekennzeichnet mit Nr. 2/6 |
| Kurzer Kamp 6 ·        | Ella Rosa Nauen geb. Goldschmidt        | Ella Rosa Nauen geb. Goldschmidt Jg. 1870 deportiert 1942 Theresienstadt tot 9.10.1942                                                  |        | Eintrag auf stolpersteine-hamburg.de rechts vom Zugang, gekennzeichnet mit Nr. 2/6 |
| Kurzer Kamp 6 ·        | Celine Reincke geb. Mendelsohn          | Celine Reincke geb. Mendelsohn Jg. 1875 deportiert 1942 Theresienstadt ermordet 1944 in Auschwitz                                       |        | Eintrag auf stolpersteine-hamburg.de rechts vom Zugang, gekennzeichnet mit Nr. 2/6 |
| Kurzer Kamp 6 ·        | Friederike Rothenburg                   | Friederike Rothenburg Jg. 1869 deportiert 1942 Theresienstadt tot 18.11.1942                                                            |        | Eintrag auf stolpersteine-hamburg.de rechts vom Zugang, gekennzeichnet mit Nr. 2/6 |
| Kurzer Kamp 6 ·        | Benny Salomon                           | Benny Salomon Jg. 1875 deportiert 1941 ermordet in Minsk                                                                                |        | Eintrag auf stolpersteine-hamburg.de rechts vom Zugang, gekennzeichnet mit Nr. 2/6 |
| Kurzer Kamp 6 ·        | Elsa Salomon geb. Riess                 | Elsa Salomon geb. Riess Jg. 1877 deportiert 1941 ermordet in Minsk                                                                      |        | Eintrag auf stolpersteine-hamburg.de rechts vom Zugang, gekennzeichnet mit Nr. 2/6 |
| Kurzer Kamp 6 ·        | Martha Rosa Schlesinger geb. Schönewald | Martha Rosa Schlesinger geb. Schönewald Jg. 1873 deportiert 1942 Theresienstadt ermordet in Minsk                                       |        | Eintrag auf stolpersteine-hamburg.de rechts vom Zugang, gekennzeichnet mit Nr. 2/6 |
| Kurzer Kamp 6 ·        | Louis Stiefel                           | Louis Stiefel Jg. 1874 deportiert 1942 ermordet in Auschwitz                                                                            |        | Eintrag auf stolpersteine-hamburg.de rechts vom Zugang, gekennzeichnet mit Nr. 2/6 |
| Kurzer Kamp 6 ·        | Sophie Stiefel geb. Wulf                | Sophie Stiefel geb. Wulf Jg. 1890 deportiert 1942 ermordet in Auschwitz                                                                 |        | Eintrag auf stolpersteine-hamburg.de rechts vom Zugang, gekennzeichnet mit Nr. 2/6 |
| Kurzer Kamp 6 ·        | Louise Strelitz                         | Louise Strelitz Jg. 1872 deportiert 1942 Theresienstadt tot 20.12.1942                                                                  |        | Eintrag auf stolpersteine-hamburg.de rechts vom Zugang, gekennzeichnet mit Nr. 2/6 |
| Kurzer Kamp 6 ·        | Eugenie Hanna Zimmermann geb. Isaacs    | Eugenie Hanna Zimmermann geb. Isaacs Jg. 1873 deportiert 1942 Theresienstadt tot 16.4.1945                                              |        | Eintrag auf stolpersteine-hamburg.de rechts vom Zugang, gekennzeichnet mit Nr. 2/6 |
| Olendörp 33 ·          | Ludwig Wellhausen                       | Hier wohnte Ludwig Wellhausen Jg. 1884 verhaftet 1939 Zuchthaus Magdeburg ermordet 4.1.1940 Sachsenhausen                               |        | Eintrag auf stolpersteine-hamburg.de Weitere Stolpersteine befinden sich in Hamburg-St. Georg und in Magdeburg-Reform.                                                                      |
| Wilhelm-Raabe-Weg 23 · | Jan Woudstra                            | Jan Woudstra Jg. 1921 Zwangsarbeiter ärztliche Hilfe verweigert tot 23.10.1944                                                          |        | Eintrag auf stolpersteine-hamburg.de vor dem Informationszentrum NS-Zwangsarbeit |